# هدرا (فیلم)
«هدرا» (انگلیسی: Ivy (film)) یک فیلم به کارگردانی سم وود است که در سال ۱۹۴۷ منتشر شد.

## بازیگران
- جون فونتین
- پاتریک نولز
- هربرت مارشال
- ریچارد نی
- سدریک هاردویک
- لوسیل واتسون
- اونا اوکانر
- سارا آلگود
- آلن نیپی‌یر
- سی. مانتگیو شا